# Dirk Stikker
Dirk Uipo Stikker, né le 5 février 1897 à Winschoten et mort le 23 décembre 1979 à Wassenaar, est un banquier, industriel, homme politique et diplomate néerlandais.

## Biographie
Né à Winschoten le 5 février 1897, Dirk Stikker étudie le droit à l'Université de Groningue. Après ses études, il commence une carrière dans le secteur bancaire. En 1935, il devient directeur du groupe brassicole Heineken International et le reste jusqu'en 1948.
En 1945, il est parmi les créateurs de la Fondation néerlandaise du travail (Stichting van de Arbeid), pavant la voie aux négociations collectives de l'après-guerre aux Pays-Bas. C'est également cette année-là qu'il entre en politique puisqu'il est élu au Sénat. Le 23 mars 1946, il participe à la fondation du Parti de la liberté (PvdV) avec d'anciens membres du Parti libéral d'État (LSP) d'avant-guerre. Le PvdV est absorbé par le Parti populaire libéral et démocrate (VVD) le 24 janvier 1948. Dirk Stikker est le premier président du VVD.
En 1948, Dirk Stikker devient Ministre des affaires étrangères dans le cabinet Drees-Van Schaik, une position qu'il conserve jusqu'en 1951. Après que son parti a adopté une motion de défiance sur la politique coloniale du gouvernement en Nouvelle-Guinée, Stikker démissionne le 23 janvier 1951, provoquant la chute du gouvernement. Il reprend son poste moins de deux mois plus tard. Pendant le mandat de Dirk Stikker, les Pays-Bas jouent un rôle important lors de la création de l'OTAN et de la Communauté européenne du charbon et de l'acier.
Dirk Stikker quitte définitivement le gouvernement le 2 septembre 1952. Il est nommé ambassadeur des Pays-Bas au Royaume-Uni et reste à ce poste de 1952 à 1958. Il est ensuite représentant permanent des Pays-Bas auprès du Conseil de l'Atlantique nord et de l'Organisation européenne de coopération économique (OECE) de 1958 à 1961. Le 21 avril 1961, il est nommé Secrétaire général de l'OTAN, succédant à Paul-Henri Spaak. Il démissionne le 1er août 1964 en raison de problèmes de santé.
En 1964, il reçoit un doctorat honoris causa de l'Université Brown.